# Murataite-(Y)
La murataite-(Y) è un minerale.